# Kraftwerk Herdersbrug
Das Kraftwerk Herdersbrug ist ein GuD-Kraftwerk nahe der Stadt Brügge, Provinz Westflandern, Belgien, das am Boudewijnkanal liegt. Die installierte Leistung des Kraftwerks beträgt 460 (bzw. 465 oder 480) MW. Es ist im Besitz von Engie Electrabel und wird auch von Engie Electrabel betrieben.

## Kraftwerksblöcke
Das Kraftwerk besteht derzeit (Stand März 2021) aus einem Block. Die folgende Tabelle gibt einen Überblick:
| Block | Einheit | Max. Leistung (MW) | Betriebsbeginn | Turbine | Generator | Dampfkessel | Status |
| ----- | ------- | ------------------ | -------------- | ------- | --------- | ----------- | ------ |
| 1     | 1       | 150                | 1998           | Siemens | Siemens   | CMI         |        |
|       | 2       | 150                | 1998           | Siemens | Siemens   | CMI         |        |
|       | 3       | 160                | 1998           | Siemens | Siemens   |             |        |

Der Block 1 besteht aus zwei Gasturbinen sowie einer nachgeschalteten Dampfturbine. An die Gasturbine ist jeweils ein Abhitzedampferzeuger angeschlossen, der dann die Dampfturbine versorgt. Der Auftragswert für die beiden Gasturbinen belief sich auf 54 Mio. €.

## Sonstiges
Direkt neben dem Kraftwerksgelände befindet sich die Konverterstation der HGÜ Nemo Link.